# کامرک
کامرک (به هلندی: Kamerik) یک منطقهٔ مسکونی در هلند است که در ووردن واقع شده‌است. کامرک ۳٬۸۰۸ نفر جمعیت دارد.